# کشته‌شده در نبرد

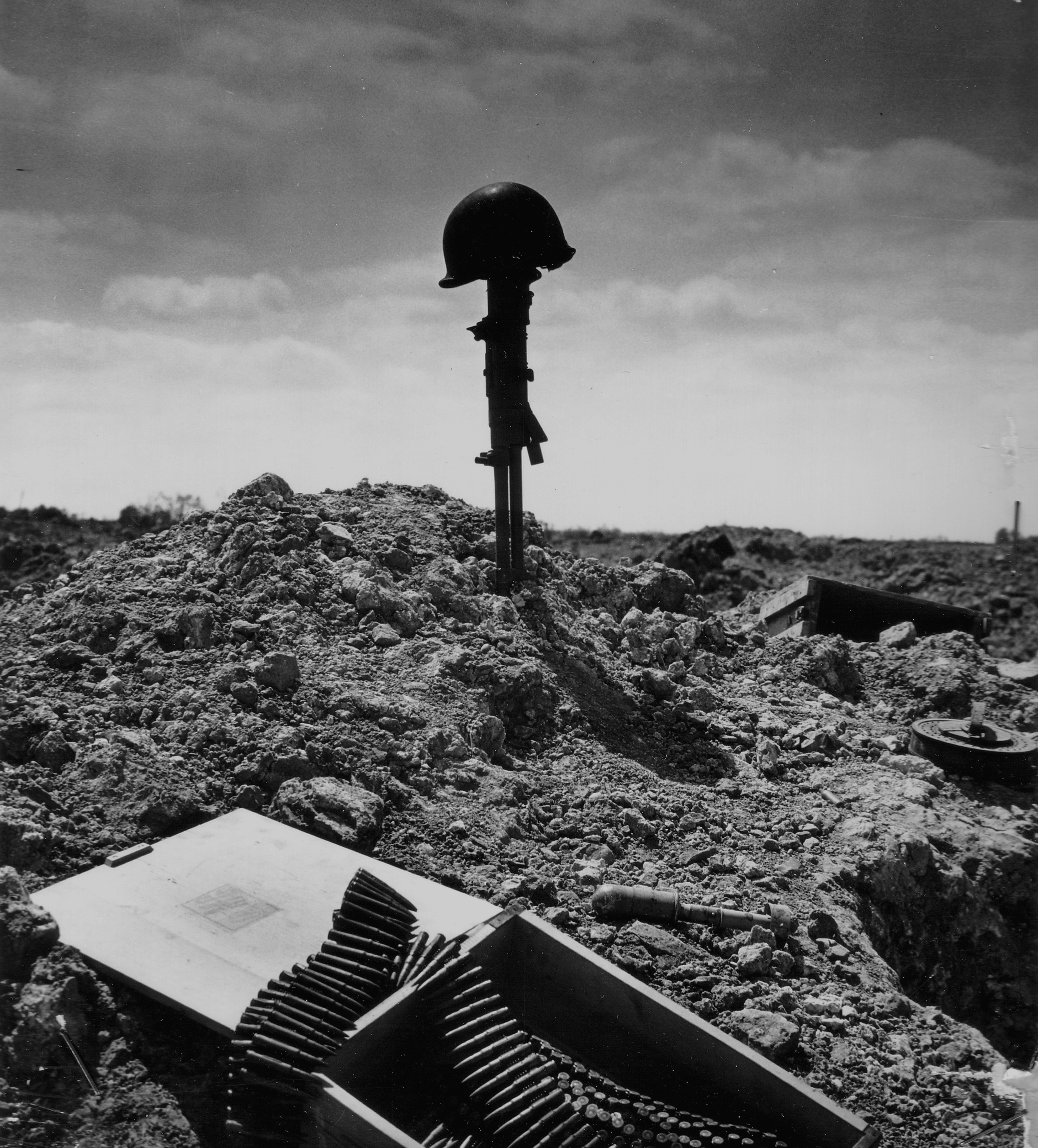
نماد بکارگرفته شده در محل دفن سربازان آمریکایی کشته‌شده در جنگ جهانی دوم

کشته‌شده در نبرد یا کشته‌شده در جنگ (به انگلیسی: Killed In Action) یا به‌طور مخفف KIA، اصطلاحی است که عموماً توسط نظامیان برای اعضای خود که در حین عملیات جنگی میان کشورها، درگیری مسلحانه میان اقوام با شلیک نیروهای دشمن در میدان کشته شده‌اند به کار می‌رود. این اصطلاح هم برای نیروهای رزمی خط مقدم و هم برای نیروهای دریایی، هوایی و پشتیبانی کاربرد دارد؛ اما در مورد کشته‌شدگانی که در مرگ آنها نیروهای دشمن نقش مستقیم نداشته‌اند، به‌کار گرفته نمی‌شود.
وزارت دفاع ایالات متحده می‌گوید که کسانی که KIA اعلام شده بودند صرفاً به دلیل هرگونه شلیکی جان نباخته بودند، بلکه فقط به دلیل حملهٔ خصمانه کشته شدند. این اصطلاح همچنین شامل کسانی است که در بحبوحهٔ نبرد در اثر آتش خودی کشته می‌شوند؛ اما نه در اثر حوادثی مانند تصادفات خودرویی، قتل یا سایر رویدادهای غیرخصمانه یا به دست تروریست. ناتو کشته‌شده در نبرد یا مجروح جنگی را به عنوان مبارزی تعریف می‌کند که درجا کشته می‌شود یا در اثر انواع جراحات پیش از رسیدن به مرکز درمانی یا کمک هم‌رزمانش جان خود را از دست می‌دهد.